# Del bell'idolo mio
Del bell'idolo mio (HWV 104) è una cantata profana drammatica per soprano scritta da Georg Friedrich Händel tra il 1707 e il 1709, mentre era al servizio della famiglia Ruspoli come Maestro di cappella a Roma. Altri cataloghi di musica di Händel hanno fatto riferimento al lavoro come HG l,48 (non c'è la catalogazione HHA del lavoro).

## Storia della composizione
La fattura del copista per Ruspoli è datata 31 agosto 1709, tuttavia non vi è alcuna prova che Händel fosse ancora a Roma in quel momento. Alcuni aspetti del manoscritto collegano la cantata con altre che furono scritte nella primavera del 1707.

## Struttura della composizione
La cantata descrive la ricerca del cantante, quando si avventura nell'mondo dei morti per salvare l'anima della sua amata Nice. Il lavoro è orchestrato per soprano solista e clavicembalo (con indicazioni sparse per il basso continuo). La cantata contiene tre abbinamenti recitativo-aria. Un'esecuzione tipica del lavoro dura circa undici minuti.

## Movimenti
Il lavoro consiste di sei movimenti:
| Movimento | Tipo       | Tonalità            | Metro | Tempo   | Battute | Testo | Note |
| --------- | ---------- | ------------------- | ----- | ------- | ------- | --- | --- |
| 1         | Recitativo | si minore           | 4/4   |         | 14      | Del bell'idolo mio quest'è la fragil sua terrena salma. Per rintracciar quell'alma scenderò d'Acheronte al tenebroso lago; quell'adorato imago mi sarà cinosura in fra gl'abissi. Corri, corri a morir, misero amante, che la mortal sentenza io già la fluminai, e già la scrissi. | Il recitativo presenta una scena di disperazione e preannuncia il viaggio che seguirà.                                                                    |
| 2         | Aria       | mi minore           | 4/4   | Andante | 35      | Formidabil gondoliero, io ti bramo, approda alla riva. Nel varcare il temuto sentiero un certo diletto mi nasce nel petto, che l'ama ravviva. | Include le istruzioni "Da Capo", e "Fine" instruction. Nell'aria il gondoliere viene chiamato con impazienza, che viene resa con una ripetizione ritmica. |
| 3         | Recitativo |                     | 4/4   |         | 4       | Ma se non la rinvengo là nello stigio regno, misero, oh! che farò? | Si conclude con un accordo in re maggiore. |
| 4         | Aria       | sol minore          | 4/4   | Adagio  | 22      | Piangerò, ma le mie lacrime saran simboli di fè. Quando piange un'alma forte, sol nel regno della morte, si lusinga aver mercé. | Include le istruzioni "Da Capo", e "Fine" instruction. La frammentazione e il cromatismo malinconico esprimono il timore dell'insuccesso.                 |
| 5         | Recitativo |                     | 4/4   |         | 6       | Frà quell'orride soglie, tutto festante, si raggira il piede olocausto d'amor, e della fede. | |
| 6         | Aria       | si bemolle maggiore | 3/8   |         | 44      | Su rendetemi colei, consolata un infelice, cari numi, amati dei, voglio Nice. Tanto tregua al duol interno! Dalle fiamme dell'inferno sorgerò nova fenice. Voglio Nice. | Due sezioni (battute 16 e 28) riportano l'indicazione di ripetizione.                                                                                     |

Il numero delle battute è come scritto nel manoscritto, non comprese le indicazioni di ripetizione. Quanto sopra è preso dal volume 50, dell'edizione Händel-Gesellschaft.